# Juan Batlle Planas (hijo)
 Juan Batlle Planas (hijo) ( Buenos Aires, Argentina, 14 de agosto de 1941 ) es un guionista y director de cine, hijo del pintor Juan Batlle Planas.

## Actividad profesional
Se relacionó con el cine como asistente del director Alfredo Mathé en el filme Todo sol es amargo, estrenado en 1966 y De Lo Que No Hay (película de 1968) no estrenada. Guionó y dirigió el cortometraje El alma (1967), sobre un personaje de Los lanzallamas  de Roberto Arlt y a continuación dirigió el largometraje El destino (1971), sobre su propio guion, con el fusilamiento como hilo conductor de las historias de Camila O’Gorman con su amante Vladislao Gutiérrez y del general Manuel Dorrego, protagonizado por Lautaro Murúa, Julia Elena Dávalos, Aldo Barbero y   Fernando Labat. 
De este filme dijeron Manrupe y Portela que era:

”Una aproximación diferente en esta opera prima con todos los vicios intelectuales de la época pero con valores rescatables.”

Posteriormente dirigió El encanto del amor prohibido o De goûts et des couleurs, una coproducción de Argentina y Francia según su propio guion escrito en colaboración con Gustavo Zito Lema que se estrenó el 18 de julio de 1974 y que tuvo como protagonistas a Elisabeth Wiener, Sidney Chaplin, Zossimo Bulbuh, Olga Zubarry y Linda Peretz. Trata sobre el dueño de un lujoso yate que seduce mujeres atractivas para luego entregarlas a un tripulante negro.
En la revista Mayoría escribió MMT sobre el filme:

”Todo es descolgado del ideal, el país, el tema que en manos de actores resulta un artificio sin consecuencias y las secuencias están hilvanadas  a la fuerza y sin ritmo cinematográfico…una desilusionante película.”

A su vez, La Prensa opinó:

”Elizabeth Wiener….transita por el film con aire de oveja a punto de ser devorada por el lobo.”

Por su parte Manrupe y Portela escriben:

”Film bizarro y en coproducción que incluye al hijo de un ilustre y que es típico de aquel primer destape avant la lettre.”

No se conocen películas posteriores del director.

## Filmografía
Director
- El encanto del amor prohibido  o Sobre gustos y colores  (1974)
- El destino (1971)
- El alma (cortometraje) (1967)

Guionista
- El encanto del amor prohibido  o Sobre gustos y colores  (1974)
- El destino (1971)
- El alma (cortometraje) (1967)

Textos
- Carta de Fader (cortometraje documental) (1965)

Asistente de dirección
- La violencia  (abandonada) (1968)
- Todo sol es amargo  (1966)